# Alan Cooper
Alan Cooper (San Francisco, 3 de junio de 1952) es un diseñador de software y programador estadounidense. Dirige una empresa de diseño de interacción y escribe libros acerca de cómo crear software.
Trabajó para Microsoft y es el diseñador del lenguaje de programación Visual Basic.
La primera creación original de Cooper fue "Tripod", y luego "Ruby". Ambos estaban principalmente orientados hacia los usuarios. Más tarde con la intervención de Microsoft, creó Visual Basic, más orientado a los programadores. 